# Hypnum rotula
Hypnum rotula är en bladmossart som beskrevs av Schwaegrichen in Gaudichaud in Freycinet 1828. Hypnum rotula ingår i släktet flätmossor, och familjen Hypnaceae. Inga underarter finns listade i Catalogue of Life.